# Kunstakademiets Kunstskole for Kvinder
Kunstakademiets Kunstskole for Kvinder blev grundlagt i 1888 under navnet Den med akademiet forbundne Kvindeskole, som en kvindeskole tilknyttet Det Kongelige Danske Kunstakademi.
Før 1888 havde kvinder ikke adgang til at få del i Kunstakademiets undervisning, men var begrænset til privat undervisning eller Tegne- og Kunstindustriskolen for Kvinder. Dansk Kvindesamfund og specifikt Johanne Krebs og Augusta Dohlmann var fortalere for at kvinder skulle have ligeret. Deres kritik blev bakket op fra politisk hold, og i efteråret 1888 åbnede Kunstskolen for Kvinder, hvor Krebs blev inspektrice. Maleren Viggo Johansen og billedhuggeren August Saabye blev ansat som undervisere på kvindeskolen. En anden kendt lærer på kvindeskolen var Valdemar Irminger som underviste fra 1906.
Først placerede man kvindeskolen i lejede lokaler i Amaliegade 30, men i 1897 flyttede den ind i en del af Charlottenborg. Kvindeskolen fik egen bestyrelse, men ikke egne professorer.
I 1908 fusionerede kvindeskolen med Akademiet, og kvindelige elever fik optagelse direkte på Kunstakademiet. Dog var kønnene fortsat adskilte i fag med tegneundervisning efter nøgenmodel.

## Kendte elever på kunstskolen
Denne liste er ufuldstændig; hjælp gerne med at udfylde den.
- Helga Ancher
- Karen Blixen
- Hedvig Collin
- Emilie Demant Hatt
- Marie Henriques
- Helvig Kinch
- Elise Konstantin-Hansen
- Christiane Brix Klitgaard-May
- Theodora Krarup
- Agnes Lunn
- Julie Meldahl
- Anne Marie Carl Nielsen
- Ingeborg Rode
- Charlotte Sode

## Galleri
- Helga Ancher på Kunstskolen for kvinder.
- Helga Ancher i modelklassen på Kunstskolen for kvinder.
- Kvindeakademiet ca 1885 af Elisabeth Schack